# Vetenskapsåret 1937

## Händelser

### Astronomi
- 8 juni - En solförmörkelse synbar i Peru och Stilla havet, den första på 800 år som överstiger 7 minuter.

## Pristagare
- Bigsbymedaljen: Cecil Edgar Tilley [1]
- Brinellmedaljen: Axel Lindblad, David Malmqvist
- Copleymedaljen: Henry Dale
- Nobelpriset: [2]
  - Fysik: Clinton Davisson och George Paget Thomson
  - Kemi: Norman Haworth och Paul Karrer
  - Fysiologi/medicin: Albert Szent-Györgyi
- Sylvestermedaljen: Augustus Love
- Wollastonmedaljen: Waldemar Lindgren [3]

## Födda
- 13 februari - Sigmund Jähn, tysk rymdfarare.

## Avlidna
- 20 juli - Guglielmo Marconi (född 1874), uppfinnare.
- 30 augusti - Ernest Rutherford (född 1871), brittisk fysiker.

### Fotnoter
1. ↑  ”Geological Society”. Arkiverad från originalet den 5 juni 2011. https://web.archive.org/web/20110605101836/http://www.geolsoc.org.uk/gsl/society/history/page753.html. Läst 13 april 2011.
2. ↑  ”Nobelpriset”. http://nobelprize.org/nobel_prizes/lists/all/index.html. Läst 10 april 2011.
3. ↑  ”Geological Society”. Arkiverad från originalet den 5 juni 2011. https://web.archive.org/web/20110605102217/http://www.geolsoc.org.uk/gsl/society/history/page750.html. Läst 14 april 2011.